# Мандерштерн, Евгений Егорович
Евгений Егорович Мандерштерн (нем. Eugen-Johann-Theodor Manderstierna, 1796—1866) — участник Отечественной войны 1812 года, комендант Динамюндской крепости, член Генерал-аудиториата, генерал-лейтенант.

## Биография
Родился 20 (31) мая 1796 года на мызе Матсалу (Эстляндская губерния) в семье Стена Гёрана (Георга) Мандерштерна. Неполных 16-ти лет Евгений Егорович был произведён в прапорщики в 18-й егерский полк (Мандерштерн 2-й), в котором в чине поручика служил его старший брат Алексей (Мандерштерн 1-й). В том же году полк принял участие в Отечественной войне и отличился в Бородинской битве, в которой Евгений Мандерштерн был тяжело ранен, а его брат Алексей — контужен. Мандерштерн принял участие и в заграничных походах русской армии и за оказанные отличия в 1814 году был награждён орденом Святого Владимира 4-й степени с бантом.

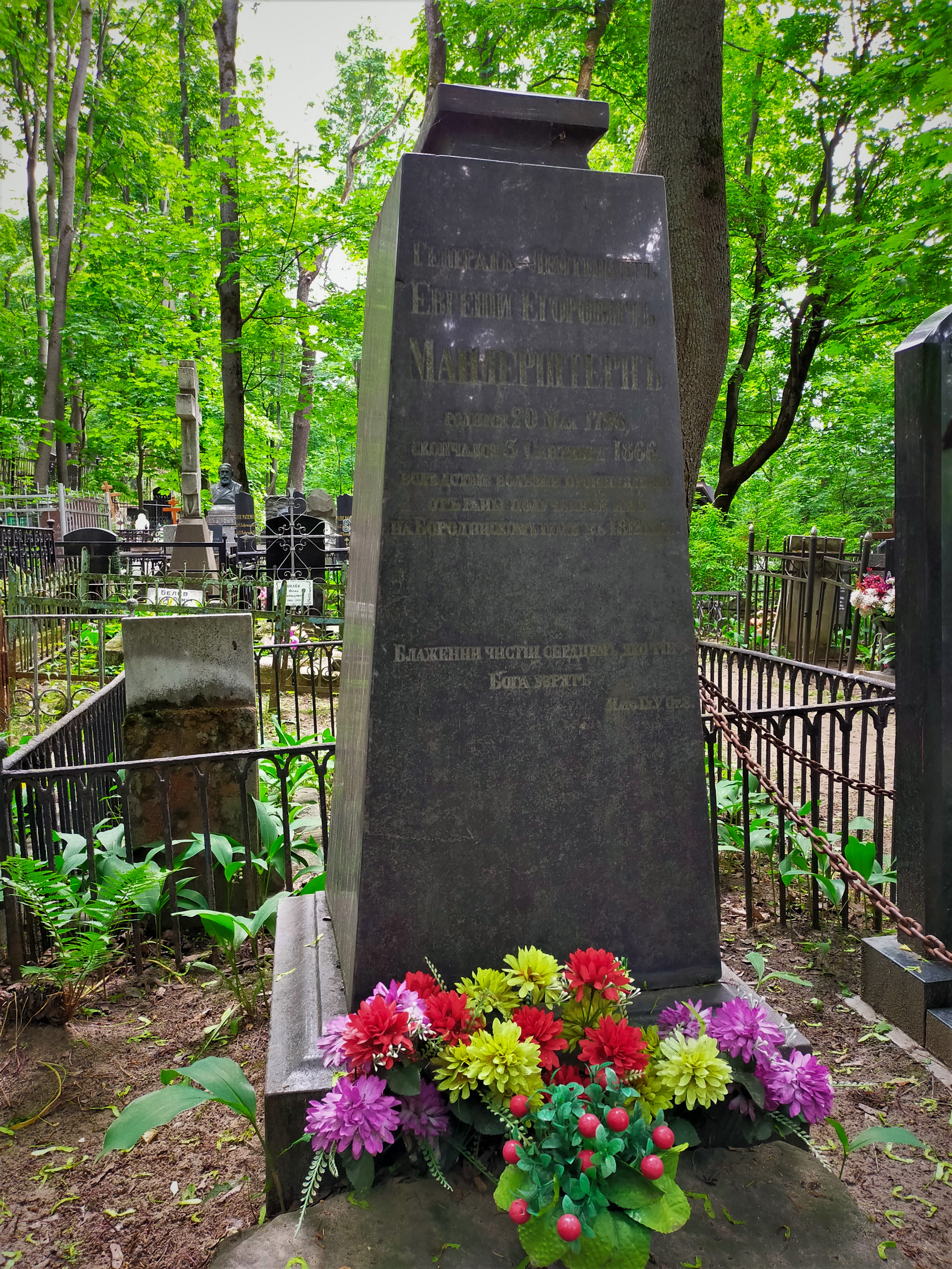
Могила Е. Е. Мандерштерна на Введенском кладбище

В 1824—1828 годах в чине подполковника, состоявшего по армии, Мандерштерн являлся чиновником для особых поручений при Новороссийском генерал-губернаторе и наместнике Бессарабской области графе М. С. Воронцове.
В 1830 году Мандерштерну была назначена пенсия из инвалидного капитала по 800 рублей в год, в 1833 году он был произведён в полковники, 29 ноября 1837 года он получил орден Святого Георгия 4-й степени (за беспорочную выслугу 25 лет в офицерских чинах, № 5552 по кавалерскому списку Григоровича — Степанова), а в 1838 году — землю по чину.
26 марта 1844 года Мандерштерн был произведён в генерал-майоры, занимая в это время пост коменданта Динамюндской крепости. В 1852 году получил знак отличия за 35 лет беспорочной службы, а 6 декабря 1853 года был произведён в генерал-лейтенанты. Высочайшим приказом 20 февраля 1855 года он был уволен от должности коменданта в заграничный отпуск до излечения ран, а по возвращении из него в 1856 году был назначен членом Генерал-аудиториата и оставался в этой должности до конца жизни
Мандерштерн скончался в Динамюнде в возрасте 70 лет 3 (15) сентября 1866 года «вследствие болезни, происшедшей от раны, полученной им на Бородинском поле»; похоронен на Введенском кладбище в Москве (5 уч.).

## Семья
Жена — Наталия Александровна Остроградская (25.01.1804—16.06.1859) была похоронена в Алексеевском женском монастыре.
- Дочь Екатерина Евгеньевна была замужем за писателем и драматургом, главным редактором «Правительственного вестника» Петром Ивановичем Капнистом.
- сын — Александр (1834—1888) — предводитель дворянства Полтавской губернии.

Три старших брата Мандерштерна были генералами русской армии: Карл — генералом от инфантерии, членом Военного совета и комендантом Петропавловской крепости, Август — генерал-лейтенантом и Алексей — генерал-майором.

## Награды
За свою службу Мандерштерн был награждён многими орденами, в их числе:
- Орден Святого Владимира 4-й степени с бантом (1814 год)
- Орден Святого Георгия 4-й степени (29 ноября 1837 года)
- Орден Святой Анны 2-й степени (1848 год)
- Орден Святого Владимира 3-й степени (1850 год)
- Орден Святого Станислава 1-й степени (1852 год)
- Орден Святой Анны 1-й степени (1860 год; Императорская корона к этому ордену пожалована в 1866 году)